# Høgsfjord
Der Høgsfjord ist ein Fjord in Norwegen, der in dem Fylke Rogaland im Südwesten des Landes liegt. Er beginnt im Norden auf der Höhe von Stavanger bei der Kommune Strand und geht am südlichen Ende in den Frafjord über, der nach Osten ausläuft. Dazwischen zweigt der berühmte Lysefjord nach Osten ab.
In Höhe des Abzweiges zum Lysefjord gibt es zwischen den Ortschaften Lauvvik und Oanes eine regelmäßige Autofähre über den Fjord.